# Chesias lecerfi
Chesias lecerfi là một loài bướm đêm trong họ Geometridae.